# Chiesa di San Lorenzo Martire (Clavais)
La chiesa di San Lorenzo Martire è un luogo di culto di Clavais, frazione di Ovaro, in provincia e arcidiocesi di Udine; fa parte della forania della Montagna è sussidiaria della parrocchiale dei Santi Vito e Crescenzia di Liariis.

## Storia
La primitiva chiesa di Clavais venne costruita probabilmente nell'Alto Medioevo; si sa che fu completamente rifatta nel 1319 in stile gotico. Questo edificio subì importanti lavori di ampliamento tra il 1590 ed il 1610. La chiesetta medievale fu demolita verso la fine del Settecento per far posto a quella attuale, costruita nel 1783; dell'antico edificio è rimasta soltanto l'abside poligonale, attualmente adibita a sagrestia. La chiesa fu ristrutturata in seguito al terremoto del Friuli del 1976 e, negli anni ottanta, il presbiterio venne modificato.